# Bogdan T701.10

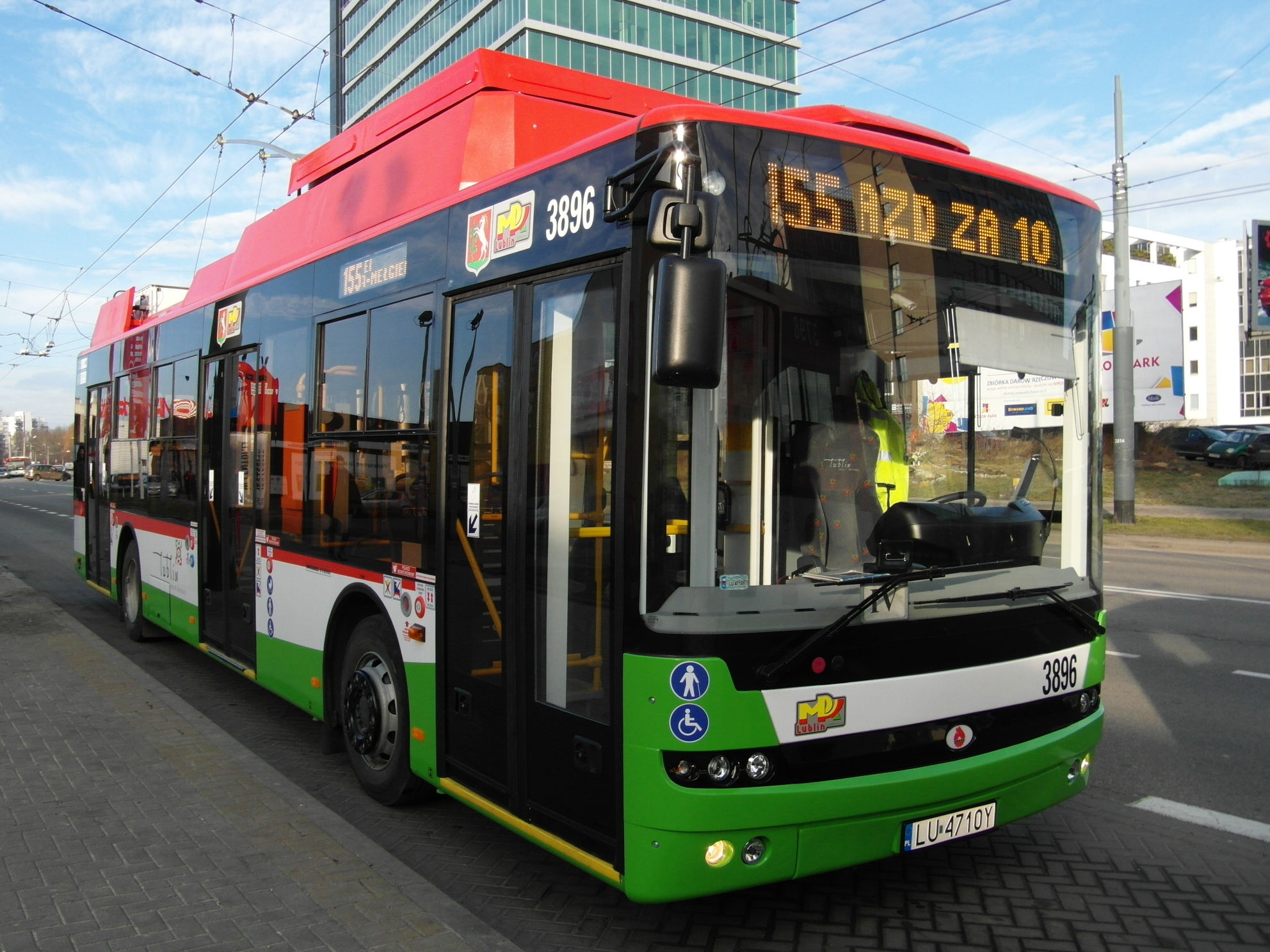
Bogdan/Ursus Т701.16 w Lublinie

Bogdan Т701.10 (ukr. Богдан Т701.10) – typ 12-metrowego, niskopodłogowego trolejbusu, wytwarzanego od 2010 r. w ukraińskich zakładach Bogdan. Pojazd został skonstruowany na bazie autobusu Bogdan А701.10.

## Produkowane odmiany
- Bogdan Т701.10 – główny podtyp, wyposażony w silnik typu ED-139АU2 і system sterowania Cegelec Progress. Produkowany od 2010 r.
- Bogdan Т701.15 – silnik TAM 1050C6, system sterowania Cegelec Europulse. Wytwarzany od 2010 r.
- Ursus (Bogdan) Т701.16 – silnik asynchroniczny typu TAM, system sterowania Cegelec Europulse. Trolejbus powstał przy współpracy zakładów Ursus S.A. і Bogdan Motors. Produkowany był w latach 2013–2015 dla Lublina.
- Bogdan Т701.17 – silnik asynchroniczny typu АТCzD-250P-4U2, AD903U1 lub DTА-2U1, system sterowania Czegros. Produkowany od 2013 r.
- Bogdan Т701.18 – silnik asynchroniczny DTA-2U1, system sterowania Cegelec Europulse. Jedyny egzemplarz wyprodukowano w 2013 r. W 2014 r. został przebudowany na typ Т701.17 dla Winnicy.

## Eksploatacja
| Państwo | Miasto/Region | Przewoźnik                     | Model                  | Lata dostaw | Liczba szt. | Numery taborowe                              |       |
| ------- | ------------- | ------------------------------ | ---------------------- | ----------- | ----------- | -------------------------------------------- | ----- |
| Ukraina | Krym          | Krymtrolejbus                  | Bogdan Т701.10         | 2010–2011   | 52          | 4300-4348 8300-8304                          | [ 1 ] |
| Ukraina | Krym          | Krymtrolejbus                  | Bogdan Т701.15         | 2010–2011   | 30          | 4401-4406 8400-8423                          | [ 2 ] |
| Ukraina | Kijów         | Kyjiwpastrans                  | Bogdan Т701.10         | 2011–2013   | 97          | 1351-1384 1388 2351-2361 3351-3397 4401-4404 | [ 1 ] |
| Ukraina | Połtawa       | Połtawaelektroawtotrans        | Bogdan Т701.10         | 2011        | 10          | 117-126                                      | [ 1 ] |
| Ukraina | Winnica       | Winnyćka transportna kompanija | Bogdan Т701.17         | 2014        | 40          | 001-040                                      | [ 3 ] |
| Ukraina | Czerkasy      | Czerkasyelektrotrans           | Bogdan Т701.17         | 2015–2016   | 8           | 377-384                                      | [ 3 ] |
| Ukraina | Sumy          | Elektroawtottrans              | Bogdan Т701.17         | 2015        | 12          | 050-061                                      | [ 3 ] |
| Ukraina | Chmielnicki   | Elektrotrans                   | Bogdan Т701.17         | 2015–2016   | 7           | 014-020                                      | [ 3 ] |
| Ukraina | Odessa        | OMET                           | Bogdan Т701.17         | 2016        | 5           | 4020-4024                                    | [ 3 ] |
| Polska  | Lublin        | MPK Lublin Sp. z o.o.          | Ursus (Bogdan) Т701.16 | 2013–2015   | 38          | 3894-3931                                    | [ 4 ] |
| Rosja   | Widnoje       | Widowskij trollejbusnyj park   | TMG-7207 «Comfort»     | 2013        | 1           | 26                                           | [ 5 ] |
| Suma:   | Suma:         | Suma:                          | Suma:                  | Suma:       | 300         |                                              |       |

## Eksploatacja planowana
Informacje o ogłoszonych prztergach i planowanych zakupach
| Państwo | Miasto/Region | Model          | Lata dostaw | Liczba szt.      |
| ------- | ------------- | -------------- | ----------- | ---------------- |
| Ukraina | Kijów         | Bogdan Т701.17 | 2016        | 40               |
| Ukraina | Połtawa       | Bogdan Т701.17 | 2016        | 10               |
| Ukraina | Winnica       | Bogdan Т701.17 | 2016        | 15               |
| Ukraina | Sumy          | Bogdan Т701.17 | 2017        | 12               |
| Ukraina | Odessa        | Bogdan Т701.17 | 2016–2017   | 70 (5 + 45 + 20) |